# Jugoslávská liga ledního hokeje
Jugoslávská hokejová liga byla nejvyšší soutěž v ledním hokeji v bývalé Jugoslávii. Byla založena v roce 1937 a zanikla roku 1991.

## Vítězové
| Sezóna          | Mistr                               |
| --------------- | ----------------------------------- |
| 1936/37         | SK Ilirija Lublaň (jediný účastník) |
| 1937/38         | SK Ilirija Lublaň (jediný účastník) |
| 1938/39         | SK Ilirija Lublaň                   |
| 1939/40         | SK Ilirija Lublaň                   |
| 1940/41         | SK Ilirija Lublaň                   |
| 1941/42–1945/46 | —                                   |
| 1946/47         | OSFD Mladost Záhřeb                 |
| 1947/48         | HK Partizan Bělehrad                |
| 1948/49         | OSFD Mladost Záhřeb                 |
| 1949/50         | —                                   |
| 1950/51         | HK Partizan Bělehrad                |
| 1951/52         | HK Partizan Bělehrad                |
| 1952/53         | HK Partizan Bělehrad                |
| 1953/54         | HK Partizan Bělehrad                |
| 1954/55         | HK Partizan Bělehrad                |
| 1955/56         | SD Zagreb                           |
| 1956/57         | HK Jesenice                         |
| 1957/58         | HK Jesenice                         |
| 1958/59         | HK Jesenice                         |
| 1959/60         | HK Jesenice                         |
| 1960/61         | HK Jesenice                         |
| 1961/62         | HK Jesenice                         |
| 1962/63         | HK Jesenice                         |
| 1963/64         | HK Jesenice                         |
| 1964/65         | HK Jesenice                         |
| 1965/66         | HK Jesenice                         |
| 1966/67         | HK Jesenice                         |
| 1967/68         | HK Jesenice                         |
| 1968/69         | HK Jesenice                         |
| 1969/70         | HK Jesenice                         |
| 1970/71         | HK Jesenice                         |
| 1971/72         | HK Olimpija Lublaň                  |
| 1972/73         | HK Jesenice                         |
| 1973/74         | HK Olimpija Lublaň                  |
| 1974/75         | HK Olimpija Lublaň                  |
| 1975/76         | HK Olimpija Lublaň                  |
| 1976/77         | HK Jesenice                         |
| 1977/78         | HK Jesenice                         |
| 1978/79         | HK Olimpija Lublaň                  |
| 1979/80         | HK Olimpija Lublaň                  |
| 1980/81         | HK Jesenice                         |
| 1981/82         | HK Jesenice                         |
| 1982/83         | HK Olimpija Lublaň                  |
| 1983/84         | HK Olimpija Lublaň                  |
| 1984/85         | HK Jesenice                         |
| 1985/86         | HK Partizan Bělehrad                |
| 1986/87         | HK Jesenice                         |
| 1987/88         | HK Jesenice                         |
| 1988/89         | KHL Medveščak Záhřeb                |
| 1989/90         | KHL Medveščak Záhřeb                |
| 1990/91         | KHL Medveščak Záhřeb                |

## Počty titulů
| Počet titulů | Klub                          | Rok |
| ------------ | ----------------------------- | --- |
| 23           | HK Jesenice                   | 1957, 1958, 1959, 1960, 1961, 1962, 1963, 1964, 1965, 1966, 1967, 1968, 1969, 1970, 1971, 1973, 1977, 1978, 1981, 1982, 1985, 1987, 1988 |
| 13           | SK Ilirija/HK Olimpija Lublaň | 1937, 1938, 1939, 1940, 1941, 1972, 1974, 1975, 1976, 1979, 1980, 1983, 1984                                                             |
| 7            | HK Partizan Bělehrad          | 1948, 1951, 1952, 1953, 1954, 1955, 1986                                                                                                 |
| 3            | KHL Medveščak Záhřeb          | 1989, 1990, 1991 |
| 2            | OSFD Mladost Záhřeb           | 1947, 1949 |
| 1            | SD Záhřeb                     | 1956 |